# 卢布尔雅那古典中学
卢布尔雅那古典中学是斯洛文尼亞卢布尔雅那在1563年至1965年间兴办的主要学校之一。该校历史悠久，不少教师和学生都成为语言学、法学、医学、数学、工程学等领域的名人。